# Sistema Anchieta-Imigrantes

Le Sistema Anchieta-Imigrantes ou plus simplement SAI, est un complexe d'autoroutes de l'État de São Paulo au Brésil qui  constitue le principal lien entre la région métropolitaine de la capitale São Paulo et le port de Santos, le plus grand d'Amérique latine, le complexe pétrochimique de Cubatão, les industries ABCD et Baixada Santista.
C'est l'un des axes les plus fréquentés du Brésil, qui comprend les autoroutes principales entre São Paulo et le port de Santos :
- Rodovia Anchieta SP-150 (dont la chaussée nord a été ouverte en 1953),
- Rodovia dos Imigrantes SP-160, plus récente, ouverte en 1976.

et les bretelles secondaires :
- SP-040/150 - Interconnexion Planalto : 8 km - relie les autoroutes Anchieta et Imigrantes au sommet de la Serra, au PK 40,
- SP-055 - Autoroute Padre Manoel da Nóbrega : du PK 270 au PK 292 soit 21,6 km reliant la région de Cubatão à Praia Grande,
- SP 059/150 - Interconnexion Baixada : 1,8 km - relie les autoroutes Anchieta au PK 59 et Imigrantes au PK 62,
- SP-248 - Autoroute Cônego Domênio Rangoni : du PK 270 au PK 248, à Cubatão, et du PK 1 au PK 8, à Guarujá. Également appelée autoroute Piaçaguera-Guarujá, 30,6 km.

Il fait partie des autoroutes fédérales radiales qui relient Brasilia à Santos, en passant par l'État du Minas Gerais. C'est le plus important corridor pour les exportations d’Amérique latine dont le concessionnaire est la société EcoRodovias S.A.. Ces autoroutes sont à péage. L'usager paie le même tarif qu'il emprunte l'autoroute Anchieta ou Imigrantes pour effectuer le trajet de São Paulo vers la côte et le port de Santos, il a droit aux mêmes services d'assistance et à un accès libre sur l'autre autoroute parallèle.
La circulation des véhicules lourds, camions (entre 4 et 74 tonnes), autobus et autocars, le long du tronçon montagneux sur la voie descendante de Rodovia dos Imigrantes est interdite, obligeant ces véhicules à utiliser la Rodovia Anchieta juste après la fin de la section en plateau, au PK 41, conformément au décret de l'ARTESP - Agence de Régulation des Services des Transports Publics de l'État de São Paulo N° 11 du 6 décembre 2002.

## Inversion du sens de circulation
Dans des conditions normales, l'autoroute Rodovia dos Imigrantes dispose de 3 voies de circulation dans chaque direction et l'autoroute Rodovia Anchieta de 2 voies, soit un total de 5 voies. On dit donc que le système Anchieta-Imigrantes fonctionne normalement en 5 + 5 (5 voies pour la descente vers la côte et 5 voies pour la montée vers la capitale). Pendant les périodes de pointe, comme les vacances, le sens de circulation sur les voies de l'une des autoroutes est inversé afin d'augmenter la flux des véhicules et de réduire les embouteillages. Ainsi, il y a des moments où il y a une opération 7+3 ou 8+2, par exemple.
Pour que le sens de circulation soit inversé, il faut fermer la chaussée de l'autoroute pendant environ une heure, pour qu'elle se vide et enclencher le blocage des accès et modifier la signalisation. Les panneaux de signalisation sont à message variable et ne nécessitent aucune modification.

## Circulation en convoi
Pendant les périodes de fort brouillard rendant la visibilité très faible, le gestionnaire EcoRodovias et la Police routière de l'État de São Paulo prennent la tête de convois en occupant toutes les voies et guident les véhicules à basse vitesse pour minimiser le risque d'accident.